# 經驗模態分解
經驗模態分解 （Empirical Mode Decomposition，缩寫EMD）是由黃鍔（N. E. Huang）與其他人在美國國家宇航局於1998年創造性地提出的一種新型自適應信號時頻處理方法，特別適用於非線性非平穩信號的分析處理。

## 簡介
經驗模態分解（Empirical Mode Decomposition，簡稱EMD）方法被認為是自2000年來，以傅立葉變換為基礎的線性和穩態頻譜分析的一個重大突破[1]，該方法是依據數據自身的時間尺度特徵來進行信號分解，無須預先設定任何基函數。這一點與建立在先驗性的諧波基函數和小波基函數上的傅里葉分解與小波分解方法具有本質性的差別。正是由於這樣的特點，EMD 方法在理論上可以應用於任何類型的信號的分解，因而在處理非平穩及非線性數據上具有非常明顯的優勢，適合於分析非線性、非平穩信號序列，具有很高的信噪比。
所以，EMD方法一經提出後，就在不同的工程領域得到了迅速有效的應用，例如在海洋、大氣、天體觀測資料與地震記錄分析、機械故障診斷、密頻動力系統的阻尼識別以及大型土木工程結構的模態參數識別方面。
該方法的關鍵是經驗模式分解，它能使複雜信號分解為有限個本征模函數（Intrinsic Mode Function，簡稱IMF），所分解出來的各IMF份量包含了原信號的不同時間尺度的局部特徵信號。經驗模態分解法能使非平穩數據進行平穩化處理，再進行希爾伯特變換獲得時頻譜圖，得到有物理意義的頻率。與短時傅立葉變換、小波分解等方法相比，這種方法是直觀的、直接的、後驗的和自適應的，因為基函數是由數據本身所分解得到。由於分解是基於信號序列時間尺度的局部特性，因此具有自適應性。

## 基本原理
對數據信號進行EMD分解就是為了獲得本征模函數，因此，在介紹EMD分析方法的具體過程之前可先介紹EMD分解過程中所涉及的基本概念的定義：本征模函數，這是掌握EMD方法的基礎。在物理上，如果瞬時頻率有意義，那麼函數必須是對稱的，局部均值為零，並且具有相同的過零點和極值點數目。在此基礎上，有人提出了本征模函數（Intrinsic Mode Function，簡稱IMF）的概念。本征模函數任意一點的瞬時頻率都是有意義的。任何信號都是由若干本征模函數組成，在任何時候，一個信號都可以包含若干個本征模函數，如果本征模函數之間相互重疊，便形成復合信號。EMD分解的目的就是為了獲取本征模函數，再對各個本征模函數進行希爾伯特變換，得到希爾伯特譜。

一個本征模函數必須滿足以下兩個條件：
⑴l函數在整個時間範圍內，局部極值點和過零點的數目必須相等或最多相差一個；
⑵在任意時刻點，局部最大值的包絡（上包絡線）和局部最小值的包絡（下包絡線） 平均必須為零。

第一個條件是很明顯的，它與傳統的平穩高斯信號的窄帶要求類似。對於第二個條件，是一個新的概念，它把經典的全局性要求修改為局部性要求，使瞬時頻率不再受不對稱波形所形成的不必要的波動所影響。實際上，這個條件應為「數據的局部均值是零」。但是對於非平穩數據來說，計算局部均值涉及到「局部時間尺度」的概念，而這是很難定義的。因此，在第二個條件中使用了局部極大值包絡和局部極小值包絡的平均為零來代替，使信號的波形局部對稱。研究表明，在一般情況下，使用這種代替，瞬時頻率還是符合所研究系統的物理意義。本征模函數表徵了數據的內在的振動模式。由本征模函數的定義可知，由過零點所定義的本征模函數的每一個振動週期，只有一個振動模式，沒有其他複雜的奇波；一個本征模函數沒有約束為是一個窄帶信號，並且可以是頻率和幅值的調製，還可以是非穩態的；單由頻率或單由幅值調製的信號也可成為本征模函數。

## 分解過程
由於大多數所有要分析的數據都不是本征模函數，在任意時間點上，數據可能包含多個波動模式，這就是簡單的希爾伯特變換不能完全表徵一般數據的頻率特性的原因。於是需要對原數據進行EMD分解來獲得本征模函數。
EMD分解方法是基於以下假設條件：
⑴ 數據至少有兩個極值，一個最大值和一個最小值；
⑵ 數據的局部時域特性是由極值點間的時間尺度唯一確定；
⑶ 如果數據沒有極值點但有拐點，則可以通過對數據微分一次或多次求得極值，然後再通過積分來獲得分解結果。這種方法的本質是通過數據的特徵時間尺度來獲得本征波動模式，然後分解數據。這種分解過程可以形象地稱之為「篩選（sifting）」過程。
分解過程為：找出原數據序列 X(t) 所有的極大值點並用三次樣條插值函數擬合形成原數據的上包絡線；同樣，找出所有的極小值點，並將所有的極小值點通過三次樣條插值函數擬合形成數據的下包絡線，上包絡線和下包絡線的均值記作 ml，將原數據序列 X(t) 減去該平均包絡 ml，得到一個新的數據序列 h：
X(t)-ml=hl
由原數據減去包絡平均後的新數據，若還存在負的局部極大值和正的局部極小值，說明這還不是一個本征模函數，需要繼續進行「篩選」。